# ルイストン銃乱射事件 (2023年)
ルイストン銃乱射事件（ルイストンじゅうらんしゃじけん）は、2023年10月25日にアメリカ合衆国メイン州ルイストンで発生した銃の乱射事件。

## 概要
2023年10月25日、ルイストンのボウリング場にヒゲをはやした男性の容疑者が侵入。半自動小銃を乱射し始めた。ボウリング場では、聴覚障害者の子供を含む大会が開かれており多くの死傷者が発生した。その後も男性は、市内のレストランやウォルマートの物流センターに移動して銃を撃ち続けた。この結果、18人が死亡し、13人が負傷した（当初「少なくとも22人が死亡」「50人-60人が負傷」とする報道が行われたが修正された）。警察は男性を捕捉することができず逃走を許したため、当局からルイストンをはじめ周辺のオーバーン、リスボンのあるアンドロスコギン郡とサガダホック郡北部の住民には外出を控えるよう指示が出された。ルイストン警察署は、重要参考人として40歳男性の身元を公表。銃器インストラクターで、アメリカ陸軍予備役のメンバーであることが示された。
2023年10月27日、メイン州知事は、リスボン近郊の森の中で容疑者の遺体が発見されたことを発表した。容疑者の頭部には銃弾を受けた跡があり、当局は自殺したものと判断した。

## 容疑者の情報
アメリカ陸軍の予備役ではあるが、戦闘地域に派遣された経験はない。2023年の夏、アメリカ陸軍士官学校での訓練中に不穏な行動をとったため、精神医療の施設に入院した経歴があった。また、最近「声が聞こえる」と言ったり、メイン州南部の軍事施設を銃撃すると脅したりするなど、メンタルヘルス上の問題を抱えていた。容疑者の遺体発見現場は、最近解雇されたリサイクル施設の近くであった。